# Heterophotus ophistoma
Heterophotus ophistoma és una espècie de peix de la família dels estòmids i de l'ordre dels estomiformes.

## Morfologia
- Els mascles poden assolir 35,6 cm de longitud total.[2][3]

## Hàbitat
És un peix marí i d'aigües profundes que viu entre 790-1.420 m de fondària.

## Distribució geogràfica
Es troba a l'Atlàntic oriental (des del Sàhara Occidental fins a Namíbia), l'Atlàntic occidental (des de Bermuda fins al Brasil, incloent-hi el Carib), l'Índic i el Pacífic.